# Johannes Reuchlin
Johannes Reuchlin (ur. 29 stycznia 1455 w Pforzheim, zm. 30 czerwca 1522 w Stuttgarcie) – niemiecki filozof, humanista, poeta i hebraista epoki renesansu.
Jego najpopularniejsze dzieła to:
- De verbo mirifico (1498)
- De arte predicanti (1503)
- De arte cabbalistica (1517)

Jako pierwszy połączył kabałę z wiarą chrześcijańską. Wynikiem jego przemyśleń były dzieła: De verbo mirifico i De arte cabalistica. W związku z tym podjął temat imienia Bożego uznając za jego najdoskonalszą formę tetragram – JHWH. Uzupełniał tetragram o literę szin tak by przyjmował formę JHWSzH, co było wokalizowane jako Jehoszua = Jezus, centralna postać chrześcijaństwa.
W 1506 wydał gramatykę języka hebrajskiego, która umożliwiła głębsze badanie Biblii hebrajskiej. Dziesięć lat później Erazm z Rotterdamu opublikował krytyczne wydanie tekstu Nowego Testamentu. Obaj uczeni, zarówno Reuchlin jak i Erazm, walnie przyczynili się do badań nad oryginalnymi językami Biblii.